# John C. Mather
Ne doit pas être confondu avec John Mather (artiste).
Pour les articles homonymes, voir Mather.
John Cromwell Mather (né le 7 août 1946 à Roanoke) est un astrophysicien et un cosmologiste américain en poste, en 2010, au Goddard Space Flight Center de la NASA. Il a obtenu le prix Nobel de physique de 2006 conjointement avec George Fitzgerald Smoot.

## Biographie
Mather a obtenu son doctorat en 1974 à l'université de Californie à Berkeley. Il intègre la même année le Goddard Space Flight Center en tant que chercheur post-doctoral, puis en tant que chercheur titulaire. Il fait partie du groupe de personnes qui vont proposer à la NASA le projet de satellite COBE, qui sera accepté et finalement lancé fin 1989.
Mather était responsable de l'instrument FIRAS embarqué à bord du COBE. Cet instrument avait pour mission de mesurer avec précision le spectre du fond diffus cosmologique,. Les résultats montrèrent que le profil du rayonnement de fond en micro-ondes correspond au spectre d'un corps noir, confirmant ainsi le modèle d'expansion de l'Univers, ce qui a valu à Mather de se voir décerner (conjointement avec George Fitzgerald Smoot) le prix Nobel de physique en 2006 « pour leur découverte de la nature de corps noir et de l'anisotropie du fond diffus cosmologique, ».
Mather est membre de la National Academy of Sciences depuis 1997 et de la American Academy of Arts and Sciences depuis 1998. En 2010, il est l'un des responsables du projet de télescope spatial James Webb. Il est auteur d'un ouvrage, The Very First Light, relatant l'aventure de la mise en œuvre du satellite COBE et ses implications pour la cosmologie.

## Distinctions et récompenses
- 1993 : Prix Dannie-Heineman d'astrophysique
- 1996 : Prix Rumford
- 2006 : Prix Peter-Gruber de cosmologie, conjointement avec l'ensemble de l'équipe du satellite COBE
- 2006 : Prix Nobel de physique, conjointement avec George Smoot

## Publications
- (en) John C. Mather et John Boslough, The very first light : the true inside story of the scientific journey back to the dawn of the universe, New York, Basic Books, 1996, 328 p. (ISBN 978-0-465-01575-7 et 978-0-465-01576-4, OCLC 34357391).